# Poranga
Poranga là một đô thị thuộc bang Ceará, Brasil. Đô thị này có diện tích 1309,274 km², dân số năm 2007 là 12223 người, mật độ 9,34 người/km².